# Grüne Brücke (Danzig)
Die Grüne Brücke (polnisch Most Zielony) ist eine Klappbrücke über die Motława (Mottlau) in Danzig, Polen. Sie verbindet im Stadtbezirk Stadtmitte die touristisch bedeutsame Rechtstadt mit der Wyspa Spichrzów (Speicherinsel). Heute als Fußgängerbrücke genutzt, war sie viele Jahre die einzige Brücke zwischen Recht- und Niederstadt.

## Lage
Die Brücke verbindet den Langen Markt mit der ulica Stągiewna (Milchkannengasse), die über die Speicherinsel zum Milchkannentor führt. Die an der Nordwestecke abzweigende Lange Brücke ist Uferpromenade und Schiffsanleger für den Ausflugsverkehr. Weitere Querungen der Motława im Norden der Brücke sind von Nord nach Süd:
- Klappbrücke zur Ołowianka (Bleihof)
- Fähre Motława zur Ołowianka
- Fußgängerdrehbrücke zur Speicherinsel

## Geschichte
Die alte Koggenbrücke wurde 1563 abgerissen und nach einem Entwurf von Dirk Daniels neu erstellt. Zu gleicher Zeit wurde mit dem Bau des Grünen Tors begonnen. Es ersetzte das kleinere Koggentor und führt direkt auf den Langen Markt. Die Brücke wurde 1596 noch als „Koggenbrücke“, und seit 1599 als „Grüne Brücke“ erwähnt. Vermutlich war ihre hölzerne Verkleidung grün gestrichen, und die Brücke wurde auch Namensgeberin für das „Grüne Tor“. Jagoda Załęska dagegen vermutet, dass das Tor eine grüne Verglasung der Fenster oder grün gestrichene Dekorationen bzw. Holztore gehabt haben könnte. Geöffnet wurde die Brücke wie eine Zugbrücke. Die Seile von beiden Klappen wurden über vier hölzerne Säulen geführt. Gegengewichte an den Seilen erleichterten das Öffnen. Löwen mit dem Danziger Wappen schmückten die Säulen. Um den Verkehr zum Danziger Markt nicht zu stören, wurde die Brücke nur samstags nach vierzehn Uhr geöffnet. Treidelkähne oder Schuten konnten allerdings auch das geschlossene Bauwerk durchfahren.
Die Grünberger Firma Beuchelt ersetzte 1883 die Holzbrücke durch ein Ziegelbauwerk mit zwei stählernen Klappen. Ihre Öffnung betrug 12,4 Meter. Diese Brücke wurde 1928 modernisiert. Die Flusspfeiler wurden in Stahlbeton in schwerer, monumentaler Form ausgeführt. Die Tragfähigkeit konnte auf zwanzig Tonnen erhöht werden. Ihre Breite wuchs auf 18 Meter. Sie hatte zwei Fahrbahnen und überführte auch die Straßenbahn.

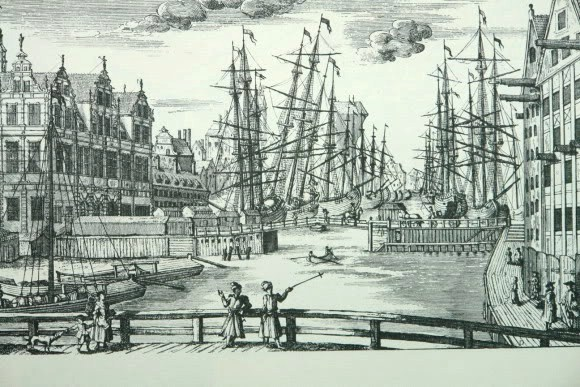
Ansicht von Süden (Matthaeus Deisch, um 1763)

In der Endphase des Zweiten Weltkriegs erhielt das Bauwerk im März 1945 schwere Schäden. Nach der Wiederherstellung wurde sie am 30. April 1948 dem Verkehr übergeben. Die Klappfunktion wurde stillgelegt. Die Straßenbahnlinie wird seit 1959 über eine andere Brücke geführt. Im Jahr 1993 erhielt die Grüne Brücke eine Generalsanierung und ist seitdem nur für den Fußgängerverkehr geöffnet. Ihre Breite erlaubt auch Veranstaltungen auf der Brücke.